# Corte do Pinto
Corte do Pinto es una freguesia portuguesa del concelho de Mértola, con 70,69 km² de superficie y 1.080 habitantes (2001). Su densidad de población es de 15,3 hab/km².